# Johnny (Lil' Kleine)
Johnny is een lied van de Nederlandse rapper Lil' Kleine in samenwerking met de Nederlandse rapper Mula B en Nederlandse producer $hirak. Het werd in 2024 als single uitgebracht.

## Achtergrond
Johnny is geschreven door Jorik Scholten, Hicham Gieskes en Julien Willemsen en geproduceerd door $hirak. Het is een nummer dat past in de genres nederhop en EDM. In het lied wordt het verhaal van het personage Johnny, die door veel te feesten en drugs te gebruiken een wild leven leidt. In de videoclip is ook te zien hoe Johnny eerst nog uit de gevangenis ontsnapt. Het nummer werd uitgebracht kort nadat de documentaire Jorik te zien was. In deze documentaire wordt ingegaan op het onstuimige leven van Lil' Kleine zelf.
Het is de eerste keer dat de drie artiesten tegelijkertijd op een lied te horen zijn. Wel werd er al onderling samengewerkt. Lil' Kleine en Mula B deden dit op Ff nieuwe Sannie halen (Vakantie remix) en Lil' Kleine en $hirak op Miljonair, Uhuh, Done done en Pornstar martini. Mula B en $hirak waren eerder de samenwerking aangegaan op Fils de pute en Multi multi.

## Hitnoteringen
De artiesten hadden succes met het lied in Nederland. Het piekte op de negentiende plaats van de Single Top 100 in de drie weken dat het in deze hitlijst te vinden was. De Top 40 werd niet bereikt; het lied bleef steken op de elfde plaats van de Tipparade.